# Tomica i prijatelji: Utrka za Sodorski kup
Tomica i prijatelji: Utrka za Sodorski kup (eng. Thomas & Friends: Race for the Sodor Cup) je kanadski animirani film redatelja Jason Groh i Campbell Bryer iz 2021. godine i filmskog serijala Tomica i prijatelji.

## Glavne uloge
- Aaron Barashi
- Will Harrison-Wallace
- Henri Charles
- Dai Tabuchi
- Sade Smith
- Henry Harrison
- Eva Mohamed
- Holly Dixon
- Chloe Raphael
- Humberly Gonzalez
- Thomas Santoro
- Addison Holley
- Evany Rosen
- Jessica Carroll
- Matt Coles
- Jai Armstrong
- Bruce Dow
- Tom Dussek
- Meesha Contreras
- Neil Crone
- Charlie Zeltzer
- Kintaro Akiyama
- Talia Evans
- Shomoy James Mitchell
- Jenna Warren
- Glee Dango
- Ava Ro
- Cory Doran
- Jamie Watson

## Vanjske poveznice
- Tomica i prijatelji: Utrka za Sodorski kup na Internet Movie Databaseu (engl.)